# Sajjad Esteki
Sajjad Esteki er en iransk professionel håndboldspiller, som spiller for Foolad Mobarakeh Sepahan og Irans håndboldlandshold.
Esteki var topscorer under Ungdoms-VM 2009 med 65 mål. Han deltog også under Junior-VM 2011.